# Gonzalo Camardón
Pas d'image ? Cliquez ici

a Compétitions nationales et continentales officielles uniquement.

b Matchs officiels uniquement.
Dernière mise à jour le 5 novembre 2024.
Gonzalo Camardón, né le 19 décembre 1970 à Buenos Aires (Argentine), est un joueur de rugby argentin, évoluant au poste de Demi de mêlée, de centre, ou d'ailier.

## Carrière
Gonzalo Camardón obtient 41 sélections internationales en équipe d'Argentine. Il fait ses débuts  le 3 novembre 1990 contre l'équipe d'Angleterre. Sa dernière apparition a lieu le 23 novembre 2002 contre l'Irlande.

## Palmarès

### Sélections nationales
- 41 sélections en équipe d'Argentine
- 10 essais
- 49 points
- Nombre de sélections par année : 1 en 1990, 5 en 1991, 5 en 1992, 5 en 1993, 1 en 1995, 6 en 1996, 6 en 1999, 7 en 2001, 5 en 2002.
- Participation à la Coupe du monde de rugby : 1991 (3 matchs disputés, 3 comme titulaire), 1999 (5 matchs disputés, 3 comme titulaire),